# Katarzyna Gniewkowska
Katarzyna Gniewkowska, też jako Katarzyna Gniewkowska-Kępka (ur. 25 października 1962 w Katowicach) – polska aktorka.

## Życiorys
Córka aktora Jerzego Gniewkowskiego.
W 1985 ukończyła studia na Wydziale Aktorskim Państwowej Wyższej Szkoły Teatralnej im. L. Solskiego w Krakowie. W teatrze zadebiutowała w 1984, będąc jeszcze studentką PWST. W latach 1984–1987 była aktorką Teatru im. J. Słowackiego w Krakowie, w latach 1987–2013 krakowskiego Starego Teatru, a w latach 2013–2015 Teatru Narodowego w Warszawie, z którym nadal współpracuje.

## Filmografia
- 1984: Pętla dla obcego, jako Mirosława Kantyka
- 1986: Komediantka (film), jako Hela Halder
- 1987: Komediantka (serial), jako Hela Halder
- 1987: Między ustami a brzegiem pucharu, jako Jadwiga Chrząstkowska
- 1988: Romeo i Julia z Saskiej Kępy, jako Jola
- 1989: Gdańsk 39, jako Jadzia Paterkówna
- 2001: Samo niebo, jako Agata
- 2002: Na dobre i na złe, jako Joanna (odc. 121)
- 2003: Na Wspólnej, jako Justyna Grodzka
- 2003: Nienasycenie, jako księżna Irina Wsiewołodowna
- 2005: Szanse finanse, jako Teresa Karłowicz
- 2007: Ekipa, jako Julia Rychter
- 2007: Jutro idziemy do kina, jako matka Bolesławskiego
- 2008–2014: Czas honoru, jako Maria Konarska
- 2008: Drzazgi, jako Barbara
- 2008: Mała wielka miłość, jako położna
- 2008: Nieruchomy poruszyciel, jako Elżbieta Gordon
- 2009–2010: Majka, jako Lucyna Duszyńska
- 2009: Miasto z morza (film), jako żona Wendy
- 2009: Miasto z morza (serial), jako żona Wendy (odc. 1, 3 i 4)
- 2009:	Sprawiedliwi, jako Kowalska, matka Stefana
- 2009: Nigdy nie mów nigdy, jako lekarka położna
- 2010: Mistyfikacja, jako ekspedientka
- 2010: Apetyt na życie, jako Maryla, matka Alicji
- 2010–2011: Szpilki na Giewoncie, jako Barbara Drawska, matka Ewy
- 2011: Układ warszawski, jako Elżbieta Oporna, matka Marka
- 2014: Pod Mocnym Aniołem, jako matka Jej (dziewczyny)
- 2014: Prawo Agaty, jako dr Aleksandra Włoch (odc. 64)
- 2015–2018: O mnie się nie martw, jako Renata Kaszuba
- 2015: Demon, jako Zofia
- 2016: Ojciec Mateusz, jako reporterka Teresa Waldorf (odc. 206)
- 2018: Nina, jako Ewa Lipowska, matka Niny
- 2019: Żmijowisko, jako wydawczyni Monika (odc. 1, 6)
- 2019: Pan T., jako pani redaktor wydawnictwa „Iskry”
- 2020: Osiecka, jako matka Wojciecha Frykowskiego (odc. 5)
- 2021–2022: Kontrola, jako matka Majki
- 2023: Bracia, jako Małgorzata Dobrowolska